# Martha Hodes

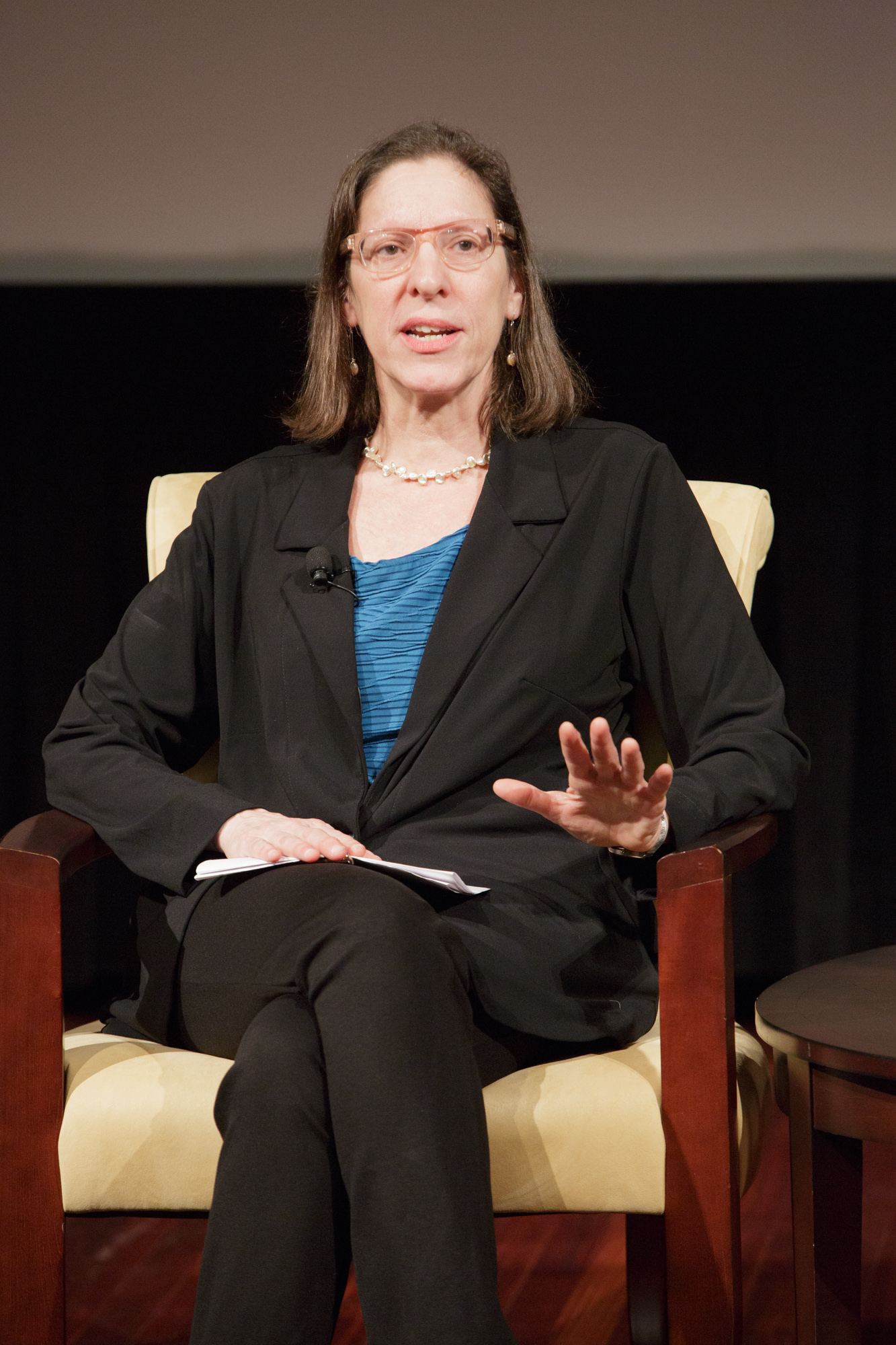
Martha Hodes

Martha Hodes ist eine US-amerikanische Historikerin. Ihr Forschungsschwerpunkt liegt auf der Geschichte der Vereinigten Staaten. Hierbei betrachtet sie vor allem das 19. Jahrhundert, die Geschichte der Rassenbeziehungen, den Sezessionskrieg, die Reconstruction, sowie Genderaspekte.

## Leben
Hodes studierte am Bowdoin College in Brunswick, Maine, wo sie 1980 einen Bachelor of Arts erhielt. Anschließend setzte sie ihr Studium an der Harvard University fort und erhielt dort 1984 einen Master of Arts. An der Princeton University erhielt sie 1987 einen weiteren Master of Arts und promovierte 1991 zum Ph.D.
Von 1991 bis 1994 war sie Assistant Professor am Department of History der University of California, Santa Cruz. 1994 wechselte sie an die New York University. Am dortigen Department of History lehrte sie von 1994 bis 2000 als Assistant Professor, von 2000 bis 2007 als Associate Professor und seit 2007 als Full Professor.
2009 lehrte sie als Fulbright-Professorin am Historischen Institut der Universität Jena. 2010 war sie Visiting Professor am Department of History der Princeton University. Seit 2009 ist sie Mitglied im  Editorial Board von Rethinking History: The Journal of Theory and Practice.
2011 wurde Hodes zum Fellow der Society of American Historians gewählt. 2015 erfolgte ihre Wahl zum Fellow der Massachusetts Historical Society. Des Weiteren ist sie Mitglied der American Historical Association, der Organization of American Historians, des PEN American Center, der Society of Civil War Historians und der Southern Historical Association.
Ihr Buch White Women, Black Men: Illicit Sex in the Nineteenth-Century South gewann 1992 den Allan Nevins Prize der Society of American Historians. Ihr Buch Mourning Lincoln gewann den Lincoln-Preis des Gilder Lehrman Institute of American History, sowie den Avery O. Craven Award der Organization of American Historians.

## Veröffentlichungen (Auswahl)
- White Women, Black Men: Illicit Sex in the Nineteenth-Century South (1997, Yale University Press)
- (Hrsg.): Sex, Love, Race: Crossing Boundaries in North American History (1999, New York University Press)
- The Sea Captain’s Wife: A True Story of Love, Race, and War in the Nineteenth Century (2006, W. W. Norton)
- Mourning Lincoln (2015, Yale University Press)